# Robert Jukič
Robert Jukič (* 9. Januar 1978 in Novo mesto) ist ein slowenischer Jazzmusiker (Kontrabass, Komposition).

## Leben und Wirken
Jukič macht seit seinem 15. Lebensjahr Musik. Er erlernte autodidaktisch Bassgitarre und beschloss nach der Schule, Musiker zu werden. Mit 19 Jahren begann er, Kontrabass zu spielen. Er sammelte Erfahrungen in stilistisch unterschiedlichen Bands und studierte bei Wayne Darling an der Universität für Musik und darstellende Kunst Graz, wo er seinen Master of Arts erwarb.
Jukič hat seit 2002 als Leader fast zwanzig Alben in Trio-, Quartett-, Quintett- und Oktettformationen mit seinem eigenen Kompositionen veröffentlicht. Als Begleiter arbeitete er mit zahlreichen Musikern wie Jean Paul Bourelly, Kaja Draksler, Tjaša Fabjančič, Mario Gonzi, Jani Moder, Jure Pukl, Reut Regev, Bernd Reiter, Mathias Ruppnig  sowie Žiga Murko und gehörte zum European Movement Jazz Orchestra, Balchemy, Baltazar Band, Flip Philipp Ed Partyka Dectet, Nude und Take the Duck.
Jukičs Kompositionen wurden von Jazz-Combos, Big Bands, Kammerorchestern, Rock- und Soulbands aufgeführt.
Beim Kompositionswettbewerb Jazzon 2008 wurde Jukič mit dem zweiten Platz der Jury und dem Publikumspreis ausgezeichnet.